# Сумама ибн Усаль
Сумама ибн Усаль (араб. ثمامة بن أثال‎ Thumāma ibn Uthāl; 580 — 629) — сподвижник исламского пророка Мухаммеда. Он был вождём племени Бану Ханифа и одним из правителей Ямамы, что делало его одним из самых могущественных арабских правителей доисламской эпохи. В 628 году Мухаммед отправил восемь писем правителям Аравийского полуострова и соседних территорий, призывая их принять ислам, включая Сумаму. Получив письмо, он преисполнился гнева и решил убить Мухаммеда.

## Биография
Преследуя свои замыслы, Сумама убил группу соратников Мухаммеда. Вскоре после этого Сумама покинул аль-Ямаму, чтобы совершить умру в Мекке, и был схвачен группой мусульман, патрулировавших окрестности Медины. Не зная, кто он, они привязали его к колонне в мечети и ждали, пока Мухаммед решит его судьбу. Мухаммед приблизился к Сумаме, надеясь вдохновить его стать мусульманином, но после его отказа ему было позволено уйти. Сумама ехал, пока не приехал в пальмовую рощу на окраине Медины около аль-Баки, где он напоил своего верблюда и умылся. Затем он вернулся в мечеть Мухаммеда и объявил, что принял ислама, пообещав, что он и те, кто был с ним, будут служить Мухаммеду.
Затем Мухаммед велел ему продолжать свои планы и совершить малое паломничество (умру), как предписано исламскими обрядами. Достигнув долины Мекки, он начал кричать звучным голосом: «Вот я, в Твоём распоряжении, о Господь, вот я. Вот я. Нет у Тебя сотоварища. Вот я. Хвала, щедрость и власть принадлежат Тебе. Нет у Тебя сотоварища».
Таким образом, он стал первым мусульманином, вошедшим в Мекку с произношением тальбии. Курайшиты услышали его и отправились наказать того, кто посягнул на их владения. Один из них был особенно разгневан и собирался выстрелить в Сумаму из лука, когда другие схватили его и закричали: «Горе тебе! Ты знаешь, кто это? Это Сумама ибн Усаль, правитель Ямамы. Клянусь Аллахом, если ты причинишь ему вред, его народ лишит нас снабжения, что повлечет за собой ужасные последствия для нас».
Сумама завершил малое паломничество и объявил, что следует религии Мухаммеда. Затем он вернулся в свою землю и приказал своему народу воздержаться от поставок товаров курайшитам. Бойкот постепенно начал давать результаты, вызывая рост цен и голод. После этого курайшиты написали Мухаммеду с просьбой дать Сумаме указание снять бойкот, поскольку он нарушал Худайбийский договор, что он и сделал.
В 632 году после смерти Мухаммеда Мусайлима начал призывать Бану Ханифа уверовать в него как в пророка. Сумама выступил против него, собрав всех оставшихся мусульман, и начал джихад против отступников. Верным мусульманам из Бану Ханифа требовалась дополнительная помощь, чтобы противостоять армиям Мусайлимы. Их трудная задача была выполнена силами, отправленными Абу Бакром, но ценой многих жизней мусульман.

## Мусульманский поход 627 года и принятие ислама
Отряд из тридцати мусульман под командованием Мухаммада ибн Масламы был отправлен на военную миссию. Они направились к поселению Бану Бакр. Мусульмане атаковали его и рассеяли его во всех направлениях. Мусульмане захватили военную добычу и вернулись с вождем племени Бану Ханифа по имени Сумама ибн Усаль аль-Ханафи.
Сподвижники Мухаммеда привязали Сумаму к столбу мечети. На вопрос Мухаммеда Сумама отвечал: «Если вам предстоит убить кого-то, то вам следует выбрать благородного происхождения; если вы хотите проявить милосердие, то пусть это будет с благодарным человеком; если вы хотите попросить денег, то обратитесь к щедрому человеку». Он повторил это трижды в трёх разных случаях. На третий раз Мухаммед приказал освободить его, а позже принял ислам.